# Наджафов, Гусейн Низами оглы
Гусейн Низами оглы Наджафов (азерб. Hüseyn Nizami oğlu Nəcəfov; род. 20 июля 1968, Баку) — азербайджанский дипломат. Посол Азербайджана в Румынии (2018—2023).

## Биография
Родился 20 июля 1968 года в Баку. Окончил исторический факультет МГУ им. Ломоносова. В 1994 году окончил Дипломатическую академию МИД России. В 1995 году окончил докторантуру Дипломатической академии МИД России.
В 1996 году окончил дипломатические курсы Центра политических и дипломатических исследований (Великобритания). В 2003 году окончил исполнительную программу Европейского центра исследований в области безопасности (Гармиш-Партенкирхен, Германия).
Защитил кандидатскую диссертацию на тему «Дипломатия Азербайджана в разрешении Карабахского конфликта (1991—1994 гг.)»
С 1995 по 1998 год являлся атташе департамента международных организаций МИД Азербайджана.
С 1998 по 2001 год являлся третьим, вторым секретарём посольства Азербайджана в Бельгии и представительстве Азербайджана при НАТО. Являлся заместителем главы миссии Азербайджана при ОЗХО (Гаага, Нидерланды).
В 2001 году являлся первым секретарём, исполняющим обязанности руководителя первого и второго европейских отделов первого территориального департамента МИД Азербайджана. С 2001 по 2004 год являлся главой второго европейского отдела первого территориального департамента МИД Азербайджана. 
С 2004 по 2008 год являлся заместителем главы миссии, советником посольства Азербайджана в Венгрии.
С 2008 по 2010 год являлся главой генерального секретариата МИД Азербайджана.
С 2010 по 2015 год являлся генеральным консулом Азербайджана в Батуми, Грузия. Присвоен ранг дипломатического посланника первого класса.
С 2016 по 2018 год являлся главой департамента языковой поддержки МИД Азербайджана.
Присвоен ранг чрезвычайного и полномочного посла.
Посол Азербайджана в Румынии (6 ноября 2018 — 9 декабря 2023).
Владеет английским, русским, турецким, французским языками.
Автор двух книг, методического пособия, более ста статей на политические и исторические темы, опубликованных в Азербайджане и за рубежом.
Почётный доктор Батумского государственного университета им. Шота Руставели (с 1 марта 2013).
Почётный доктор Университета "1 декабря 1918 года", Алба-Юлия (Алба-Юлия, Румыния) (с 25 октября 2023).